# Scotorythra
Scotorythra là một chi bướm đêm thuộc họ Geometridae. Hầu hết các loài của chi này là đặc hữu của Hawaii.

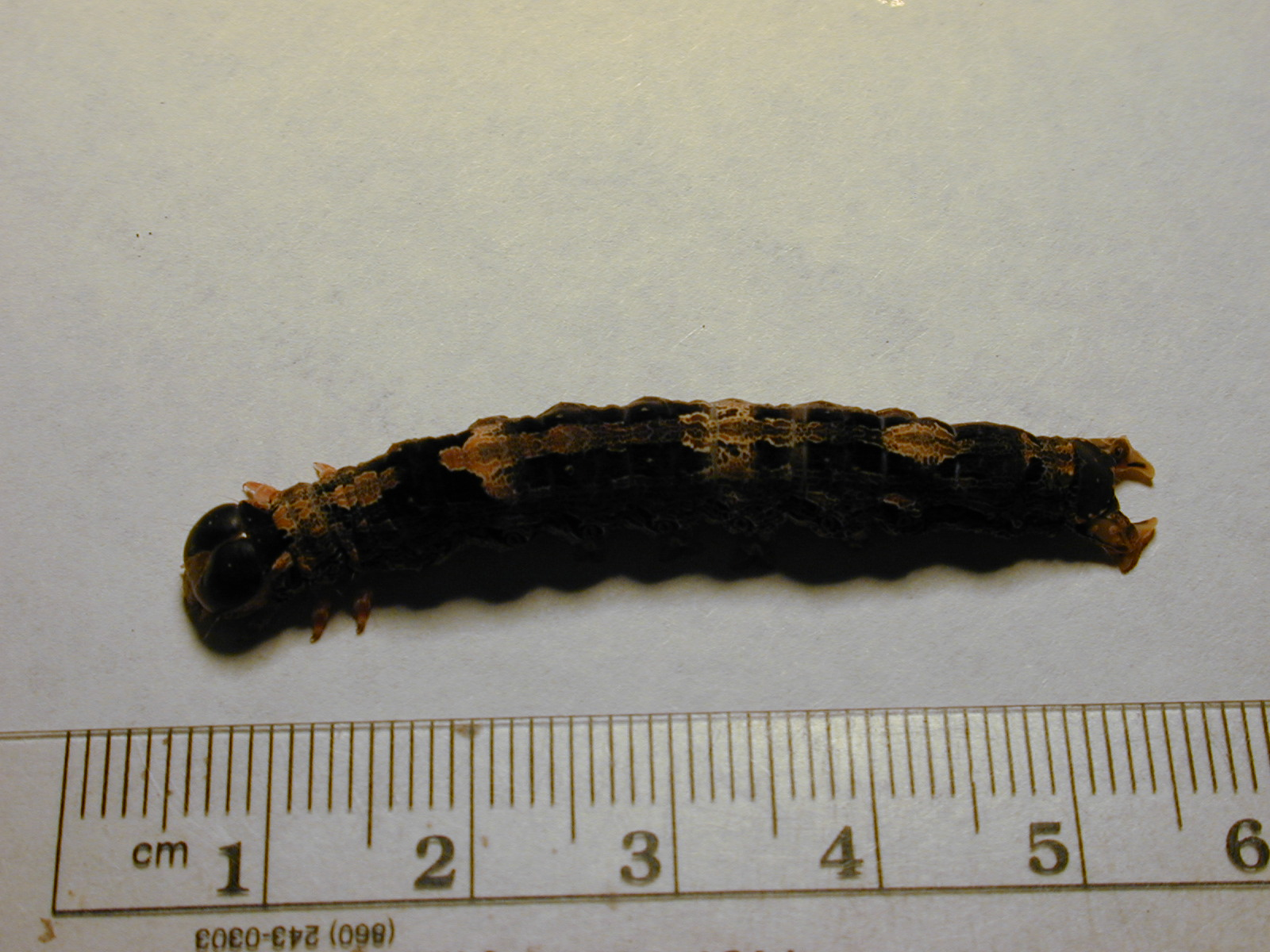
Sâu bướm of a Scotorythra species

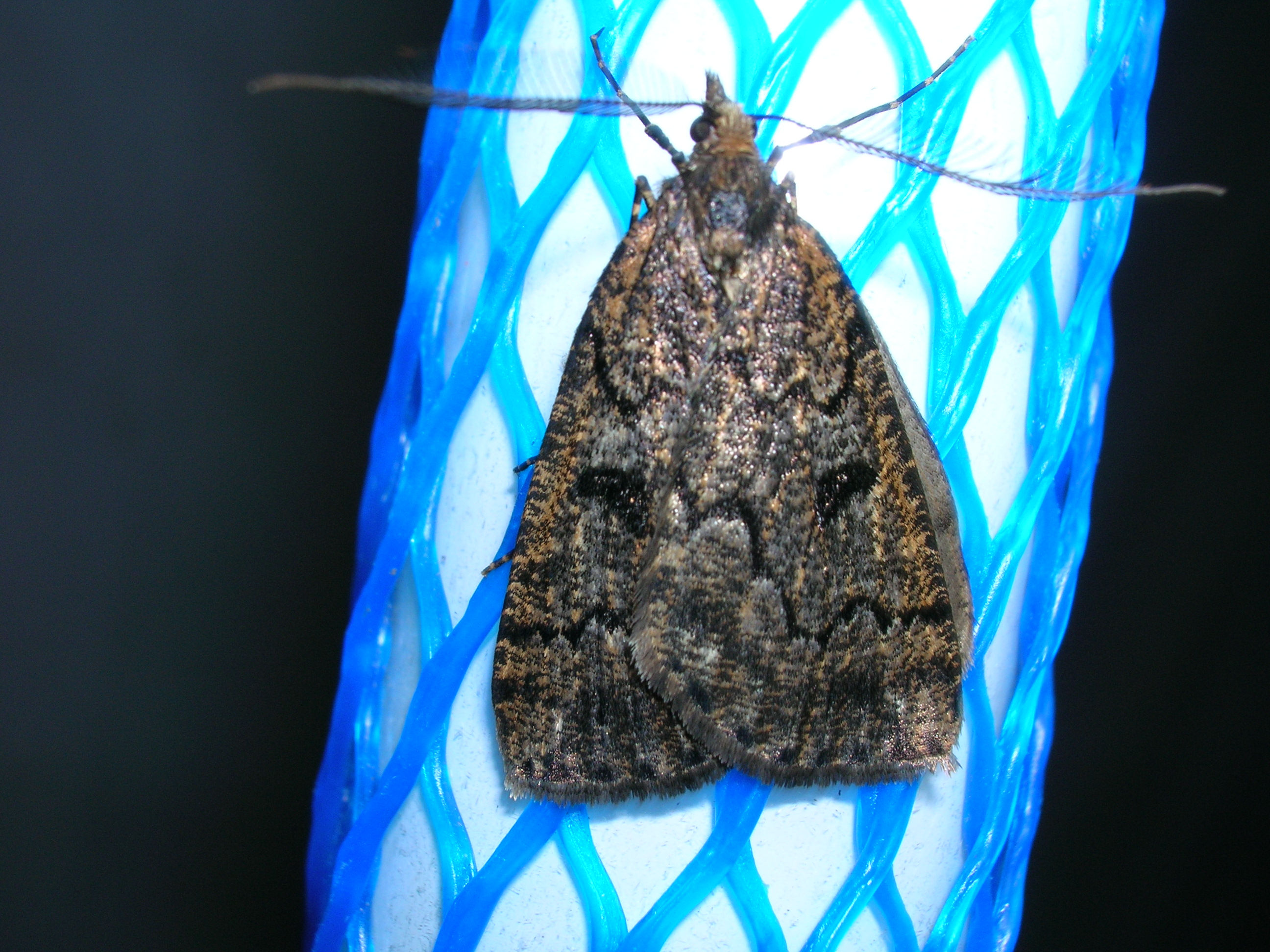

## Các loài
- Scotorythra anagraptis Meyrick, 1899
- Scotorythra apicalis Swezey, 1948
- Scotorythra arboricolans Butler, 1883
- Scotorythra artemidora Meyrick, 1899
- Scotorythra brunnea  (Warren, 1896)
- Scotorythra capnopa  Meyrick, 1899
- Scotorythra caryopis  Meyrick, 1899
- Scotorythra corticea  (Butler, 1881)
- Scotorythra crocorrhoa  Meyrick, 1928
- Scotorythra demetrias  Meyrick, 1899
- Scotorythra diceraunia  Meyrick, 1900
- Scotorythra dissotis  Meyrick, 1904
- Scotorythra epicyma  Meyrick, 1899
- Scotorythra epixantha  (Perkins, 1901)
- Scotorythra euryphaea  Meyrick, 1899
- Scotorythra gomphias  (Meyrick, 1899)
- Scotorythra goniastis  Meyrick, 1899
- Scotorythra hecataea  Meyrick, 1899
- Scotorythra hyparcha  Meyrick, 1899
- Scotorythra kuschei  Swezey, 1940
- Scotorythra leptias  Meyrick, 1904
- Scotorythra macrosoma  Meyrick, 1899
- Scotorythra megalophylla  Meyrick, 1899
- Scotorythra metacrossa  Meyrick, 1904
- Scotorythra nephelosticta  Meyrick, 1899
- Scotorythra nesiotes  (Perkins, 1901)
- Scotorythra ochetias  (Meyrick, 1899)
- Scotorythra ortharcha  Meyrick, 1899
- Scotorythra oxyphractis  Meyrick, 1899
- Scotorythra pachyspila  Meyrick, 1899
- Scotorythra paludicola  (Butler, 1879)
- Scotorythra paratactis  Meyrick, 1904
- Scotorythra platycapna  Meyrick, 1899
- Scotorythra rara  (Butler, 1879)
- Scotorythra trachyopis  Meyrick, 1899
- Scotorythra trapezias  Meyrick, 1899
- Scotorythra triscia  Meyrick, 1899

The following species are believed to be extinct:
- Kona Giant Looper Moth (Scotorythra megalophylla)
- Koʻolau Giant Looper Moth (Scotorythra nesiotes)
- Hawaiian Hopseed Looper Moth (Scotorythra paratactis)

## Hình ảnh

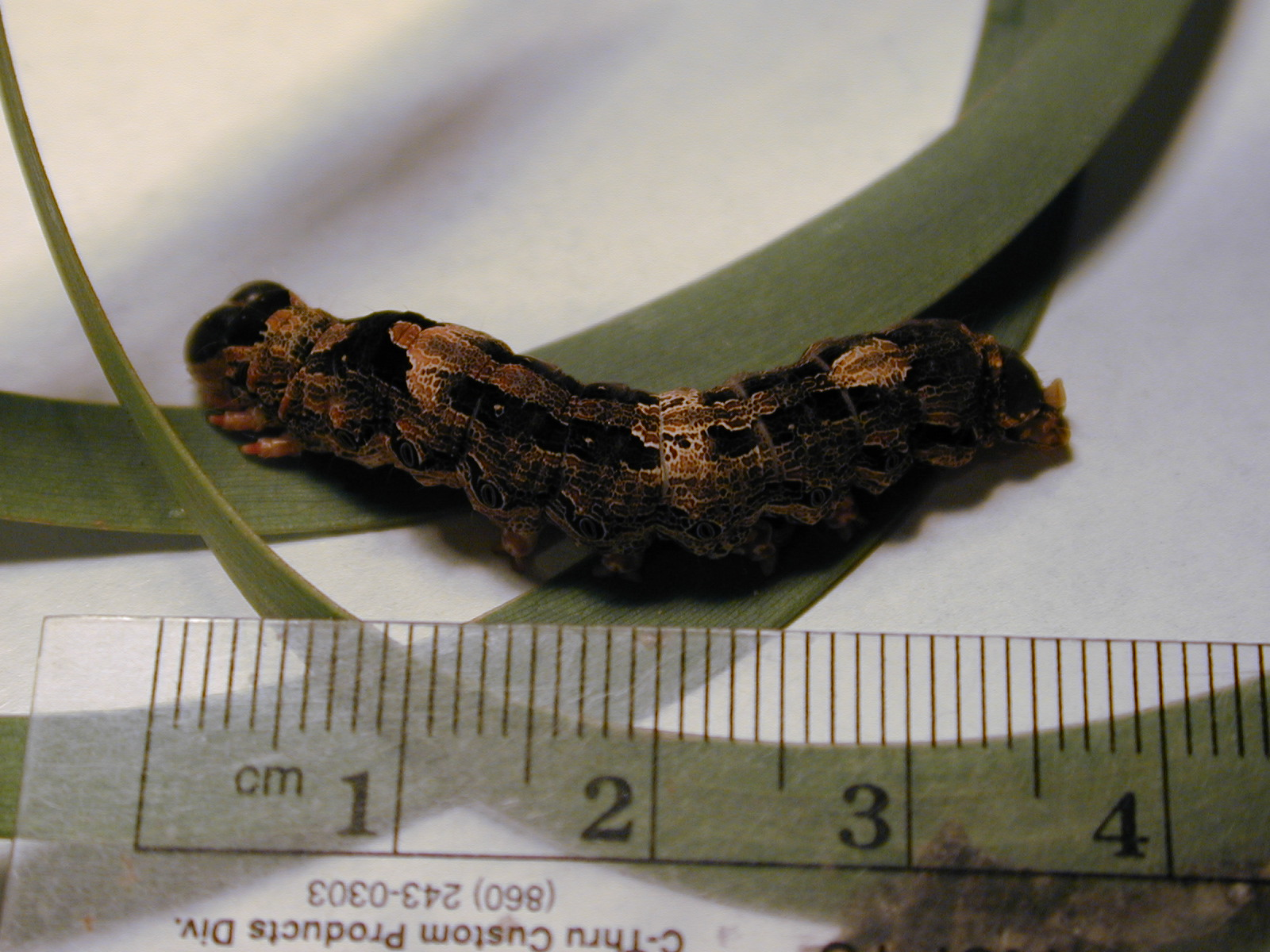
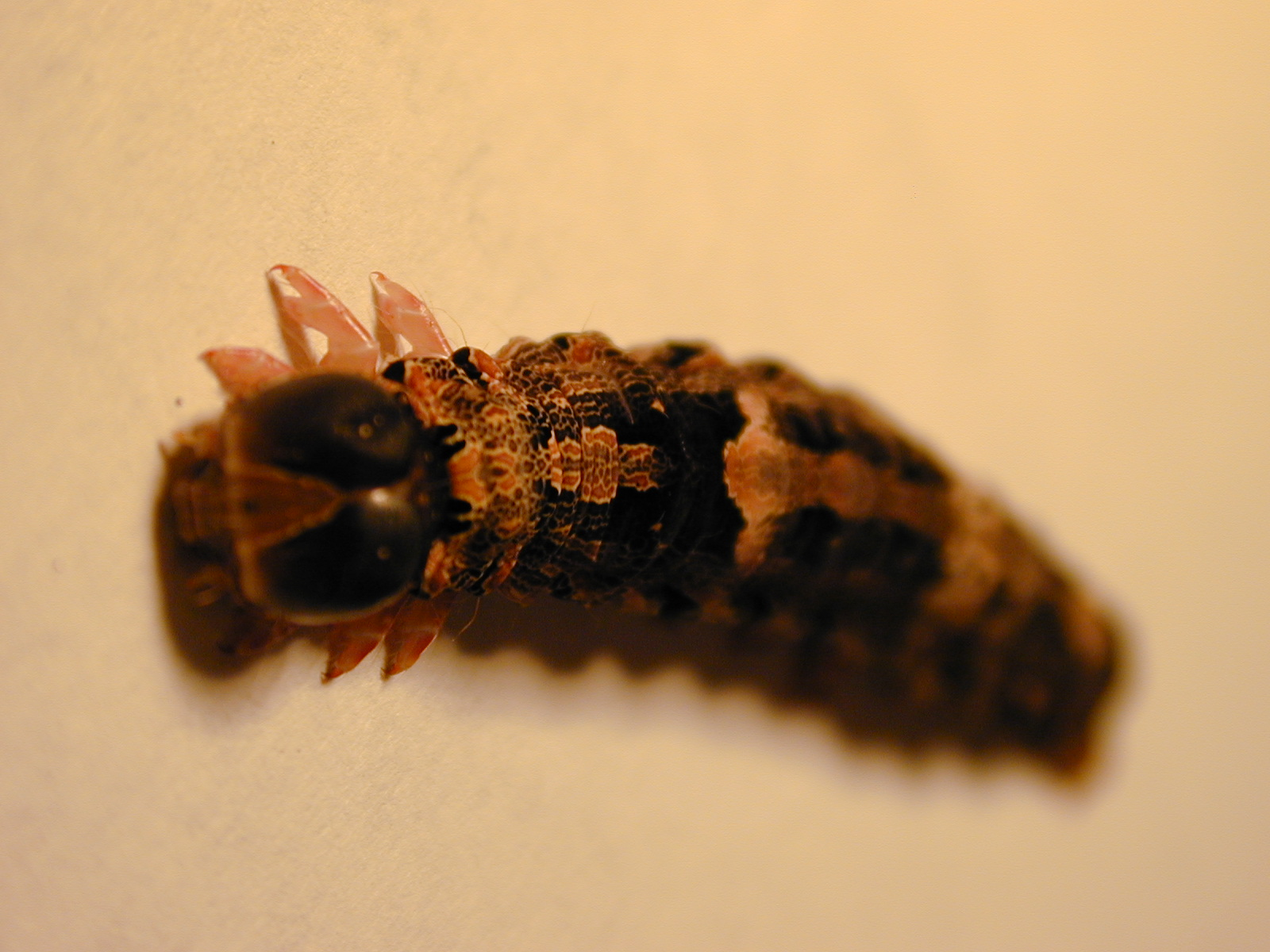